# Amyas Preston
Sir Amyas Preston (m. 1617?) foi um comandante naval inglês.

## Biografia
Nasceu em uma família estabelecida há muitas gerações em Cricket em Somerset.
Foi tenente da Marinha Real Inglesa nas ações contra a Invencível Armada Espanhola em 1588, no comando das embarcações no ataque às grandes galeras encalhadas diante de Calais em 29 de julho, e ali foi gravemente ferido.
Em 1595, em companhia de George Somers, empreendeu uma viagem à América Central. No caminho saquearam a ilha de Porto Santo no arquipélago da Madeira, e a ilha de Coche entre a ilha de Margarita e o continente (atual Venezuela), vindo a saquear a costa da região. Após uma árdua marcha pelas montanhas, saquearam e queimaram a cidade de Santiago de Leon, atual Caracas. Tendo causado extensos danos aos espanhóis, embora sem obter qualquer despojo de vulto, voltaram para a Inglaterra, onde chegaram em setembro.
Em 1596 Preston foi o capitão da Marinha juntamente com Lord Howard na expedição a Cádis, vindo a ser condecorado por Howard.
Em 1597 foi o capitão do "Defiance" na expedição aos Açores, no episódio conhecido como a "Viagem às Ilhas". Parece ter, depois disso, cruzado com a fortuna de Essex e, em 1601, desentendeu-se com Sir Walter Raleigh, a quem lançou um desafio. Não houve um encontro hostil. Em 17 de maio de 1603 foi-lhe concedido o cargo de Guarda dos Armazéns e Ordenança da Torre de Londres, que ocupou até à ao seu falecimento, provavelmente em 1617.
Em 1609 foi membro do conselho da Virginia Company. Depreende-se dos registos da empresa que ele faleceu antes de 1619.
Desposou em Stepney, em 1581, Julian Burye, viúva, da cidade de Londres.